# Georg Wilhelm Pfingsten
Georg Wilhelm Pfingsten (5. marts 1746 i Kiel –27. november 1827 i Slesvig by) var en dansk døvstummelærer.
Georg Wilhelm Pfingsten var søn af tambour i den storfyrstelige hær Georg Martin Friedrich Pfingsten og Catharine Marie Witt. Efter en højst ulykkelig barndom kom han 1760 til Sankt Petersborg for at indtræde i hæren, men zar Peters mord (1762) gjorde en brat ende på disse planer. Så lærte han parykmagerhåndværket, og efter megen omflakken nedsatte han sig 1773 som mester i Lübeck; men snart gik parykken af mode, og Pfingsten optrådte da som musik- og danselærer og opfandt forskellige militære signalsystemer med flag og trommehvirvler. I sin barndom havde han levet sammen med to døvstumme børn og fået en levende interesse for disse ulykkelige; overalt, hvor hans omflakkende liv senere førte ham hen, opsøgte han døvstumme og erhvervede sig derved indsigt i deres sindstilstande og tænkesæt og udarbejdede på egen hånd et tegnsprog for dem. Til sidst henledtes offentlighedens opmærksomhed på hans bestræbelser; 1787 overlod magistraten i Lübeck ham et døvstumt barn til opdragelse, flere fulgte efter, og 1791 ansattes han som lærer og organist i Hamberge for mere uforstyrret i sin fritid at kunne tage sig af denne gerning. Senere anbefaledes han til greve Andreas Peter Bernstorff, og 1799 kaldede Kronprins Frederik ham til Kiel som døvstummelærer med en årlig løn af 300 rigsdaler. Snart samlede han henimod en snes elever om sig; disse fik dog kun fri undervisning, ikke frit ophold, og først da en kongelig forordning af 8. november 1805 påbød, at alle fattige døvstumme børn i Hertugdømmerne skulde opdrages på det offentliges bekostning i Pfingstens skole, fik denne en almen betydning. 1810 flyttedes den til Slesvig by, fik prædikatet kongelig og fortsattes i den følgende menneskealder som en halv privat, halv offentlig anstalt under en direktions ledelse. Pfingstens originalitet, iver og indsigt fandt almindelig anerkendelse. 1812 udnævntes han til titulær professor, og 1816 hædredes han af det patriotiske selskab i Altona. Med usvækket kraft fortsatte han sit arbejde i abnormskolens tjeneste højt op i alderdommen, og først 1826 lod han sig pensionere. Han har udgivet nogle lærebøger og en del artikler om døvstummes behandling i forskellige holstenske tidsskrifter. Han døde 27. november 1827 i Slesvig by. 
Han er gengivet i et stik af F.W. Bollinger 1795. Tegning af Gerhard Ludvig Lahde (Det Kongelige Bibliotek), efter denne stik af J.